# Hilarius z Poitiers
Svatý Hilarius z Poitiers, latinsky Hilarius Pictaviensis, francouzsky Saint-Hilaire, (asi 315 – 13. ledna 367) byl galořímský biskup, latinsky píšící teolog a církevní učitel 4. století, proslul bojem proti ariánství.

## Život
Narodil se kolem roku 315 v Poitiers (dnešní Francie, lat. Pictavium, odsud jeho latinské jméno Hilarius Pictaviensis) pohanským rodičům, dostalo se mu vynikajícího vzdělání, dovedl číst latinsky, řecky i v galštině. Studoval spisy Starého a Nového zákona, což jej přivedlo k tomu, aby opustil dosud hájený novoplatonismus a přijal křesťanství spolu se svou ženou a dcerou.
Obyvatelé Poitiers si jej vážili natolik, že jej roku 353 zvolili biskupem, ačkoli byl stále ženat a měl dceru. Jedním z prvních kroků, které podnikl, bylo prosazení exkomunikace Saturnina, ariánského biskupa města Arles.

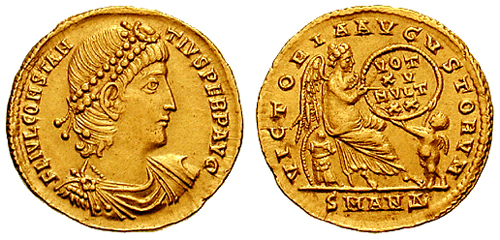
Císař Konstancius II. na zlaté minci z let 335–347

Ve stejné době napsal císaři Konstanciovi II. protest proti násilí, páchanému ariány na katolících. Úspěšný nebyl – na synodě v Béziers (Biterrae), svolané Konstantiem roku 356, byl Hilarius spolu s Rhodanem z Toulouse poslán do exilu ve Frýgii, kde strávil čtyři roky.
Nadále se účastnil debat, které měly vyřešit trvající spory uvnitř církve v otázce Nicejského vyznání víry. Jeho spis o Trojici – De Trinitate, sepsaný v letech 359 a 360, je prvním zdařilým pokusem vyjádřit v latině subtilní teologické termíny, doposud definované pouze řecky. Tento spis je nejvýznamnějším pojednáním starověké církve o Svaté Trojici, které překonalo až stejnojmenné dílo Augustinovo v první čtvrtině 5. století.
Po svém návratu z vyhnanství se přičinil, aby v celé Galii zvítězilo učení Prvního nikajského koncilu, čímž si vysloužil přezdívku malleus Arianorum („kladivo proti ariánům") či Atanáš Západu. V letech 360–361 svatý Martin z Tours s jeho podporou založil benediktinské opatství v Ligugé, v departementu Vienne.

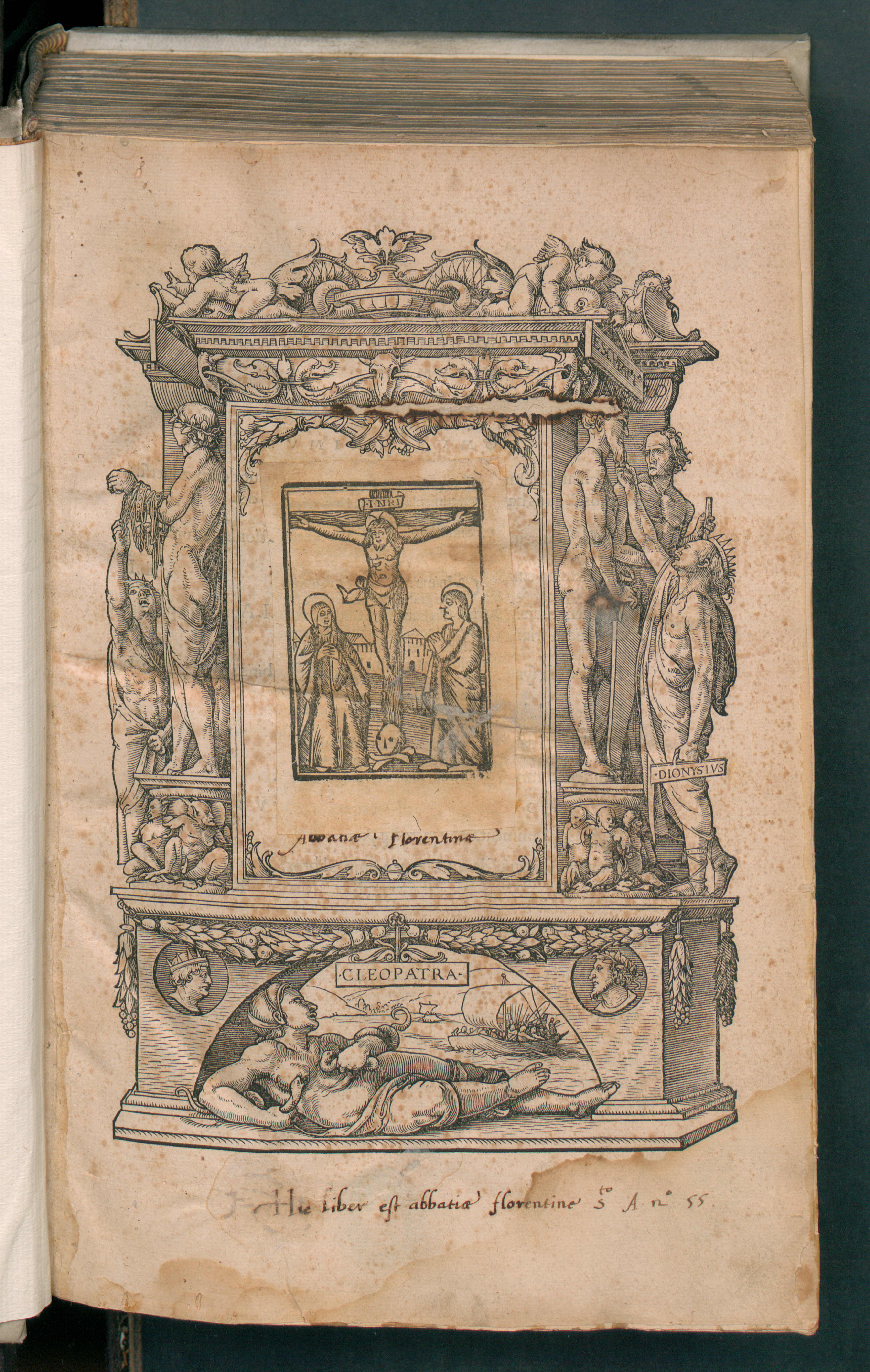
Hilariův Spis De Trinitate, vydaný s komentářem Erasma Rotterdamského pod titulem Lucubrationes roku 1523

Zemřel 13. ledna 367. V roce 1852 byl prohlášen za učitele církve.
Životopis Hilariův, sepsaný Venantiem Fortunatem kolem roku 550 není považován za dostatečně seriózní pramen. Spolehlivější jsou však Jeronýmovy poznámky v De viris illustribus' (kap. 100), Kronika Sulpicia Severa (2, 39–45) a Hilariovy vlastní spisy.

## Význam
Hilarius je považován za prvního latinsky píšícího autora církevních hymnů. Ve svém myšlení jde ve stopách dvou velkých alexandrijských teologů, Órigena a Atanáše (Athanasia). Zvláště v exegetických dílech je však myslitelem poměrně nezávislým a originálním. Z jeho biblických spisů se nám zachovaly Tractatus super Psalmos a Commentarius in Evangelium Matthaei.

## Kult
Svátek se slaví 14. ledna, přenesení ostatků 29. června.
- Poitiers, chrám St-Hilaire-della-Celle – nejstarší místo zprvu franského (galského) regionálního kultu, hrob sv. Hilaria; významná románská architektonická památka z 12. století
- Paříž; románský kostelík v 5. obvodu, zrušen roku 1789 revolucionáři, prodán jakobíny, zbořen až na pár fragmentů
- Le Puy; patrocinium zdejšího biskupství
- Arles
- Benevento, chrám Sant'Ilario – langobardská svatyně z let 568–774; významná architektonická a archeologická památka
- Parma, chrám Sant'Ilario – uložena část relikvií

### České památky
- Karlštejn, kaple Svatých ostatků – relikviářový obraz sv. Hilaria od Mistra Theodorika
- Kostel Panny Marie Vítězné na Bílé hoře), barokní oltář v severní boční kapli (1712)

## Ikonografie
- Svatý Hilarius bývá vyobrazen jako bezvousý kněz v pontifikálním oděvu biskupa s berlou a mitrou, s drakem či s hadem ariánské hereze, na něhož šlape.
- Je patronem francouzských archivářů, teologů, a spolupatronem řádu benediktinů.